# Adalgis de Spolète
Adalgis de Spolète (en latin, Adalgisus/Adelchi(s) [dux] Spolitinus, en italien, Adelchi [Duca] di Spoleto) fut duc de Spolète de 824 à 834.
Appartenant à la noblesse franque, Adalgis est le deuxième fils de Suppo, comte de Brescia, Parme, Piacenza, Modène et Bergame, et duc de Spolète de 822 à 824  Portant le nom d'un prince lombard, sa mère fut peut-être une Lombarde.
Comte de Parme (mentionné dans les années 830), de Crémone (après 841), et de Brescia, il fut également à la tête du duché spolétain de 824 à 834, succédant à son frère aîné Mauring. Pour des raisons inconnues, il sera remplacé par Lambert de Nantes.
D'une épouse inconnue, il eut au moins trois enfants, trois fils :
- Suppo II, qui deviendra comte ;
- Egfred, dont on ne sait rien (peut-être mort jeune) ;
- (H)arding, dont on ne sait rien (peut-être mort jeune).